# 島村 (大阪府)
島村（しまむら）は、かつて和泉国・大阪府にあった村。「嶋村」とも表記される。現在の貝塚市東にあたる。

## 歴史
- 1889年（明治22年）4月1日 - 町村制施行により、南郡島村が単独で施行。同郡麻生郷村大字小瀬に麻生郷村との合同村役場を設置。
- 1896年（明治29年）4月1日 - 郡の統廃合により、所属郡が泉南郡となる。
- 1931年（昭和6年）4月1日 - 泉南郡貝塚町、麻生郷村、北近義村、南近義村と合併し、貝塚町となる。同日、同町大字東に改称。